# C!ty'super
city'super（讀作「City Super」，意指「城市超級」）是一家香港連鎖超市，由香港西武百貨社長石川正志創立，屬於高檔超市。1996年12月首家專門店於香港銅鑼灣時代廣場開幕。主要售賣外國進口食品、文具商品、化妝護理用品及家庭用品等。核心業務包括：（食品部）、（生活用品部）及 （環球美食廣場）。現時大股東是三黃集團（The Fenix Group）60.92%權益和吳光正全資擁有LCJG Limited擁有39.08%權益。
2020年1月，《彭博》引述消息人士指，大股東三黃集團正研究出售一半股權，交易作價介乎3億至4億美元交易（23.3至31.1億港元），當時有報道指三黃集團可能最終決定不出售c!ty'super。不過到同年8月2日，外電引述消息指，以華潤資本管理為首的財團洽購65%股權，加上現持有City'super約39%股權的吳光正亦有意出售，料即將簽訂協議，如屬實，將成為中資超市。到2021年8月，《明報》根據公司註冊處資料發現，city'super兩家關連公司City Super（China） Holdings Ltd及City Super Ltd在5月出現人事變動，副總裁劉麗敏和九龍倉集團任職逾30年的于家啟相繼辭任董事，由華潤相關人士班底繼任，意味city'super掌控權或正式交棒予華潤，不過華潤並沒有回覆。

## 旗下商店
- city'super（超級市場）

主要提供自歐洲、美國、日本進口的酒、乳製品、肉類等國際美食為主。
- cooked Deli（美食廣場）

主要提供各個美食商家，也有來自各國的美食，通常附設有座位供顧客飲食。
- LOG-ON（家居用品店）

主要提供生活雜貨，包括時尚裝飾品、文具用品、烹飪用具等。
- Powder Shop（護理用品店，已結束營業，目前併合在LOG-ON內）

主要提供護膚、保養等藥物或化妝品。
- city’super EKI（便利店）

## 門市分佈

### 香港

#### c!ty'super 超級市場
c!ty'super有四間分店。

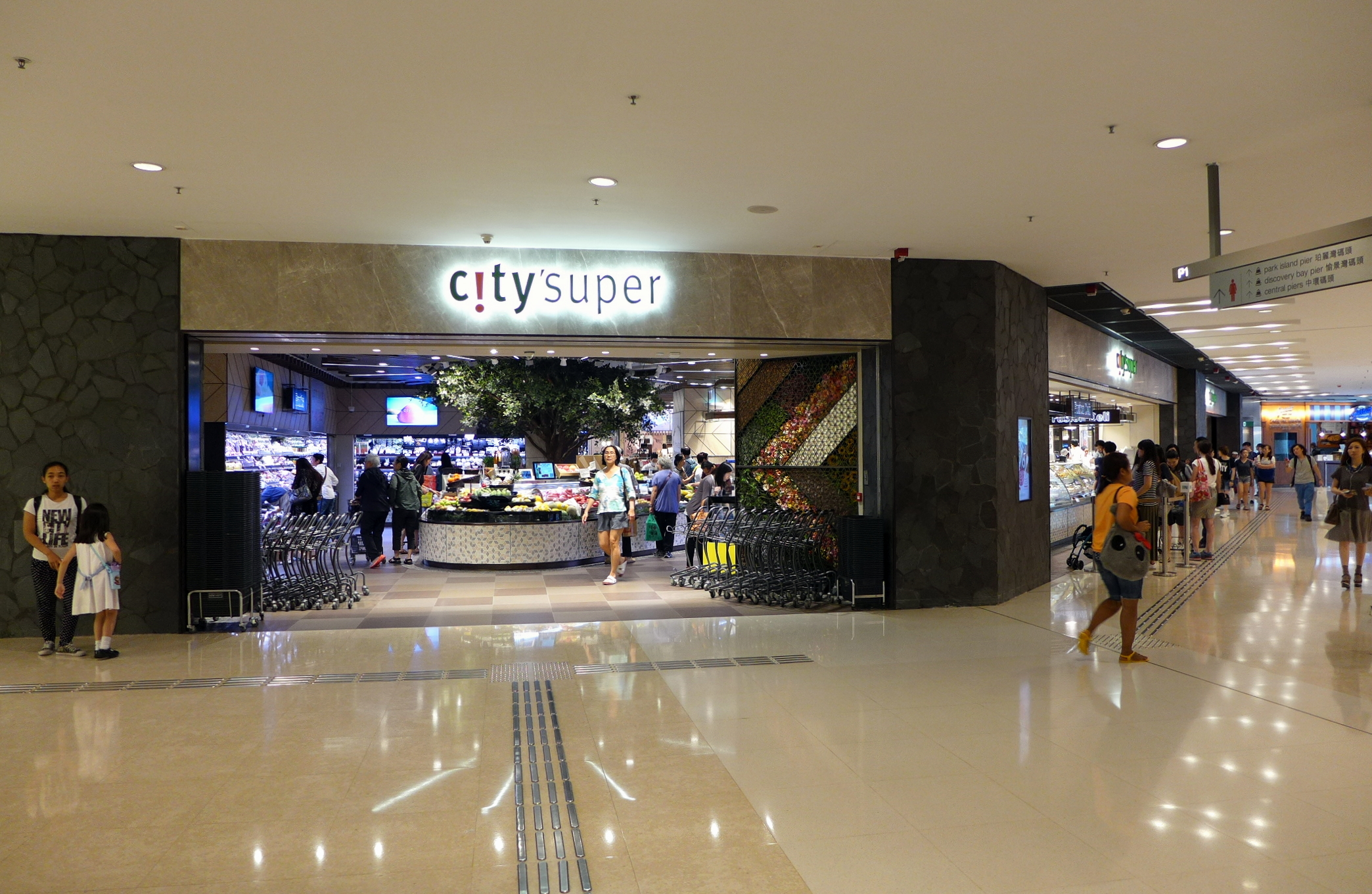
國際金融中心商場內的c!ty'super （2016年）

- 九龍啟德AirsideB1層於2023年11月16日開業
- 香港島中環國際金融中心商場一樓，於2003年10月12日開業，佔地20,000平方呎。翻新工程於2015年8月完成。
- 新界沙田新城市廣場一期204-214，於2005年9月1日開業，佔地30,000平方呎。翻新工程於2017年5月開始，同年11月17日完成，雖加入立食專區，唯面積縮細。原有的生活用品部和生活藝會已關閉，沙田店是新界第一家也是唯一一家分店。
- 港島南區黃竹坑港島南岸The Southside商場三樓，將於2024年6月21日開業

#### LOG-ON

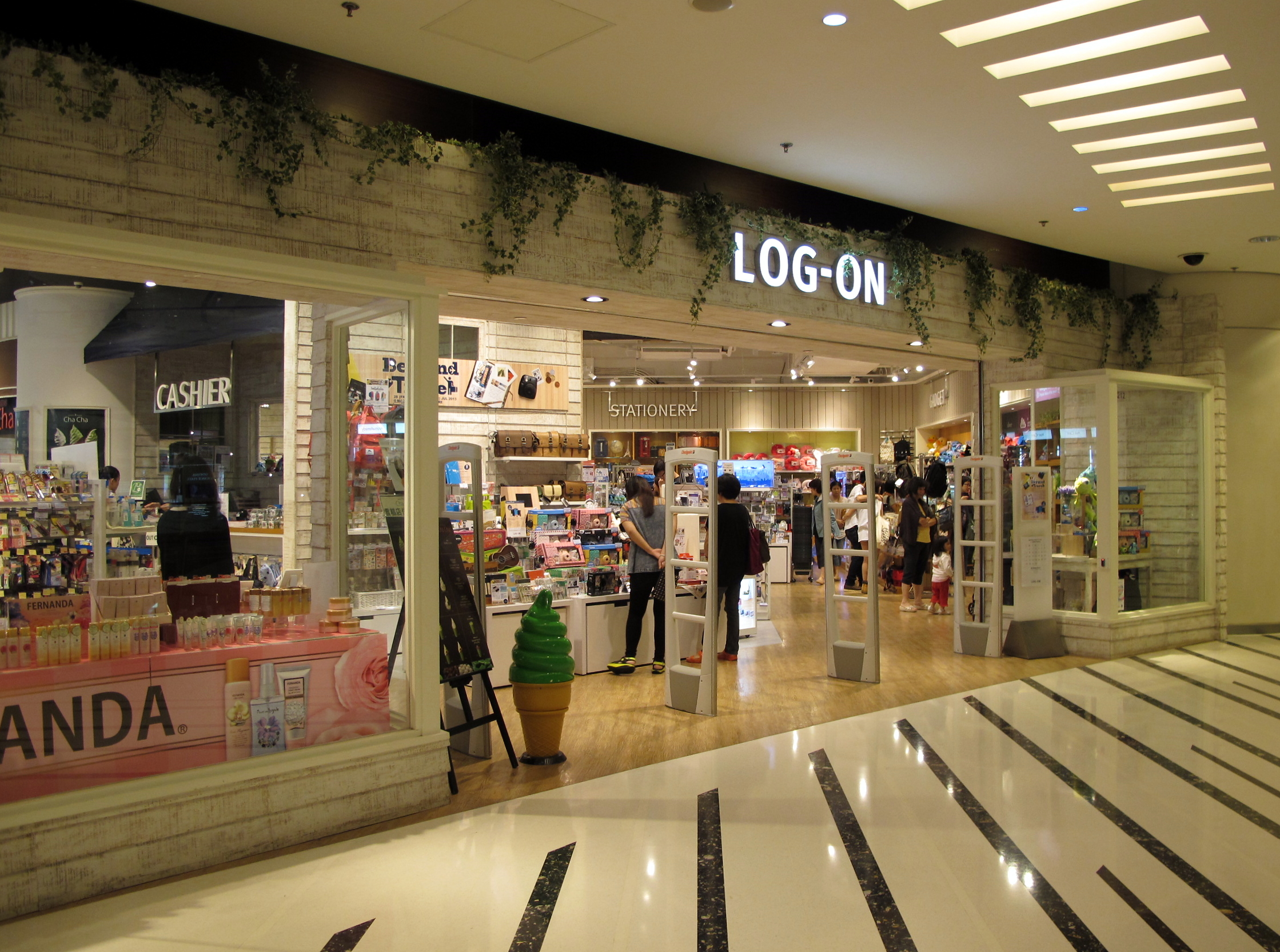
青衣城分店

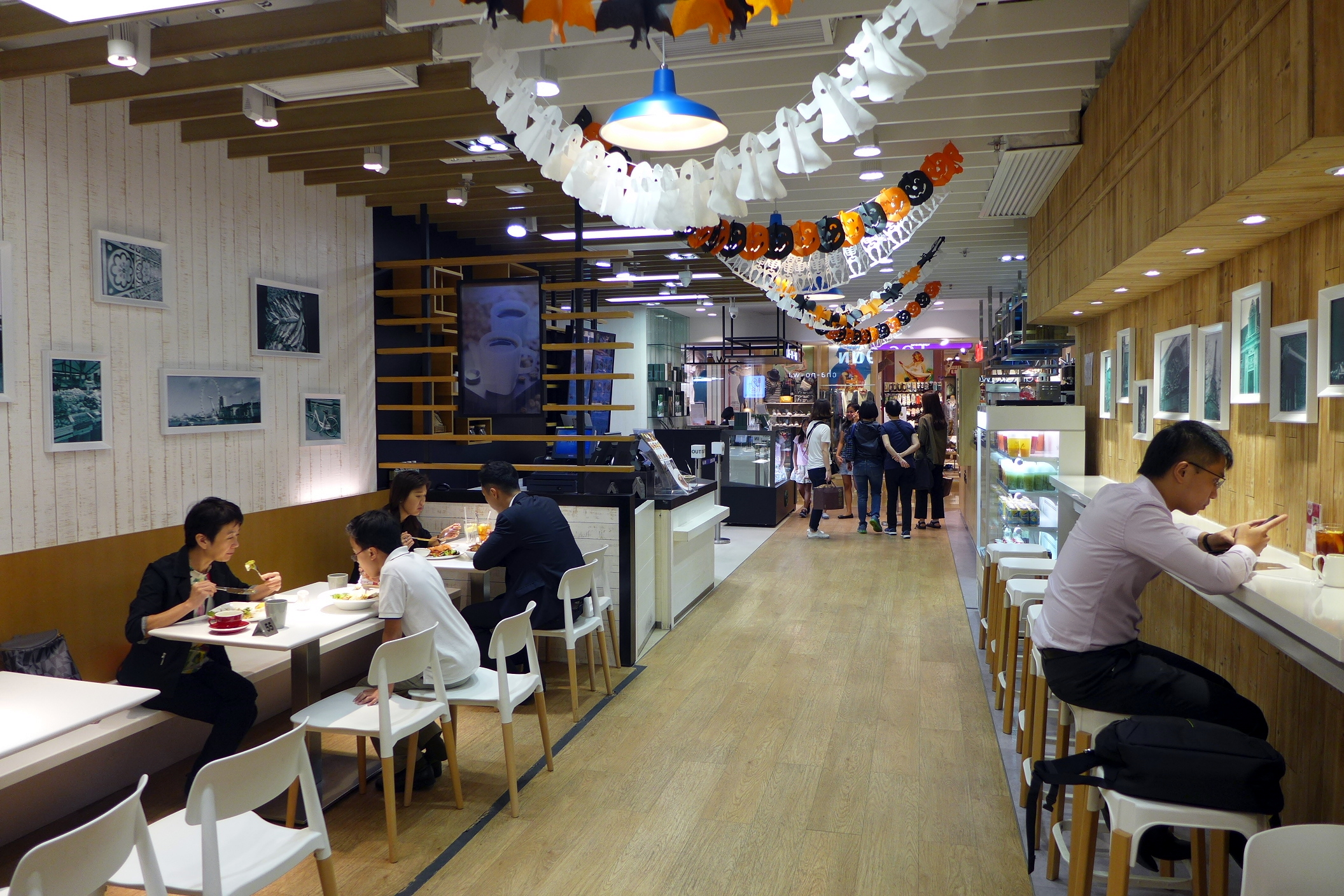
太古城中心 Log-on Cafe

LOG-ON有13間分店。九龍塘又一城店於1999年12月開業，佔地16,400平方呎。其餘分店位於觀塘apm、尖沙咀國際廣場、旺角朗豪坊、屯門屯門市廣場、青衣青衣城、大埔大埔超級城、將軍澳PopCorn、太古太古城中心、銅鑼灣時代廣場、九龍尖沙咀海港城及銅鑼灣名店坊二樓（附設Puzzle Bar）、葵芳新都會廣場和沙田新城市廣場第三期。

#### city’super EKI
位於金鐘站非付費區，佔地420呎，於2021年11月開業。主要提供日本知名品牌RF1健康沙律、時令水果、火腿及芝士冷盤和日本品牌Little Mermaid的日式麵包等。

#### 已結束營業
- cooked Deli

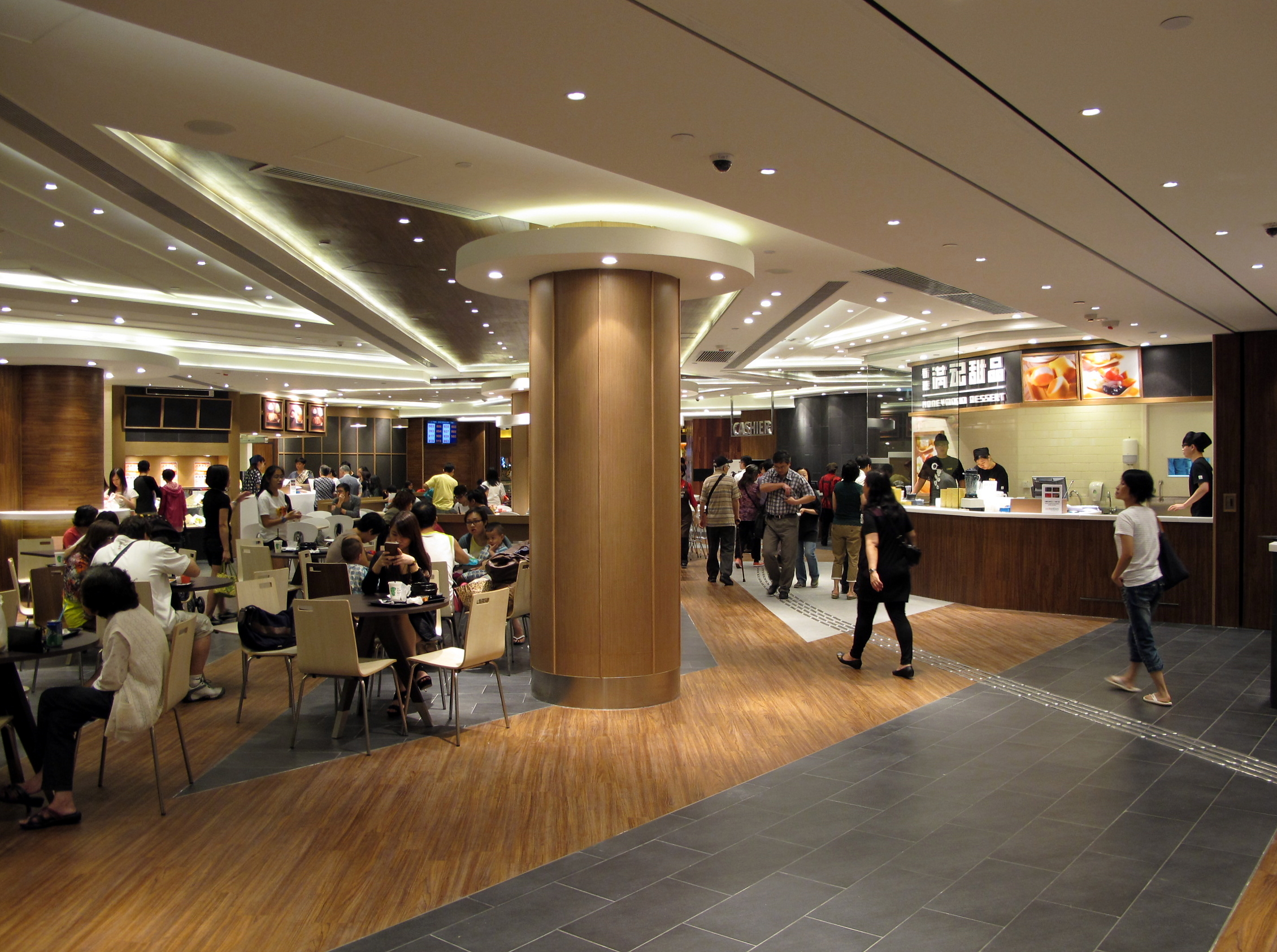
將軍澳PopCorn 2 cooked Deli

  - 九龍尖沙咀新港中心地庫，於2001年11月開業，獨立運作美食廣場，併設「Pit>in」便利店，佔地20,000平方呎，於2008年結束營業。
  - 九龍觀塘apm二樓，於2005年3月在一樓同一位置開業，獨立運作美食廣場，原佔地23,000平方呎，與LOG-ON併設。2012年因配合商場翻新工程，其中一半範圍改劃為無印良品而縮細。cooked Deli於2013年9月1日搬至二樓，新店縮細至8,000平方呎。由於空間有限，因此大部份美食專櫃只限作點菜用途，食客需往取餐處提取食物，於2021年初結束營業。
  - 新界將軍澳PopCorn 2地下，於2013年5月30日開業，佔地16,000平方呎，於2019年1月2日結束營業。
  - 銅鑼灣時代廣場分店於1996年12月開業，與c!ty'super併設，於2012年初暫停營業，翻新工程於2013年11月末完成。美食廣場及後再次翻新，並易名為Amazing Food Hall，於2019年8月16日重開，其後於2025年7月結業。
  - 九龍尖沙咀海港城港威商場三樓，於1998年12月開業，與c!ty'super併設，部份範圍於2013年起改劃為LOG-ON而縮細。2013年7月13日起因鼠患問題而停業並進行翻新，翻新工程於2013年10月末完成。美食廣場因為租約期滿，於2024年2月19日結束營業。

- Log-on
  - 香港島鰂魚涌太古城中心一期開幕，於2000年11月開業，佔地18,500平方呎，於2004年結束營業。
  - 新界青衣青衣城2樓212號舖，於2011年7月18日開業，於2017年5月16日結束營業。

- Powder Shop
  - 九龍九龍灣德褔廣場二期3樓，於1999年1月開業，現已結束營業。

- MIKURA味蔵
  - 為公司首間開設的日式料理餐廳，在2022年7月於銅鑼灣糖街sugar+開業，現已結束營業。[7]

### 中国大陆
c!ty'super在上海有四間分店。浦东新区国际金融中心商场於2010年6月開業。另一分店位於黄浦区大上海時代廣場。徐匯區环贸iapm商场的分店於2014年5月開業。第四間分店位於靜安區興業太古匯LG2层。
Life by city'super在靜安區靜安嘉里中心、黃浦區來福士廣場等設有分店。

### 臺灣

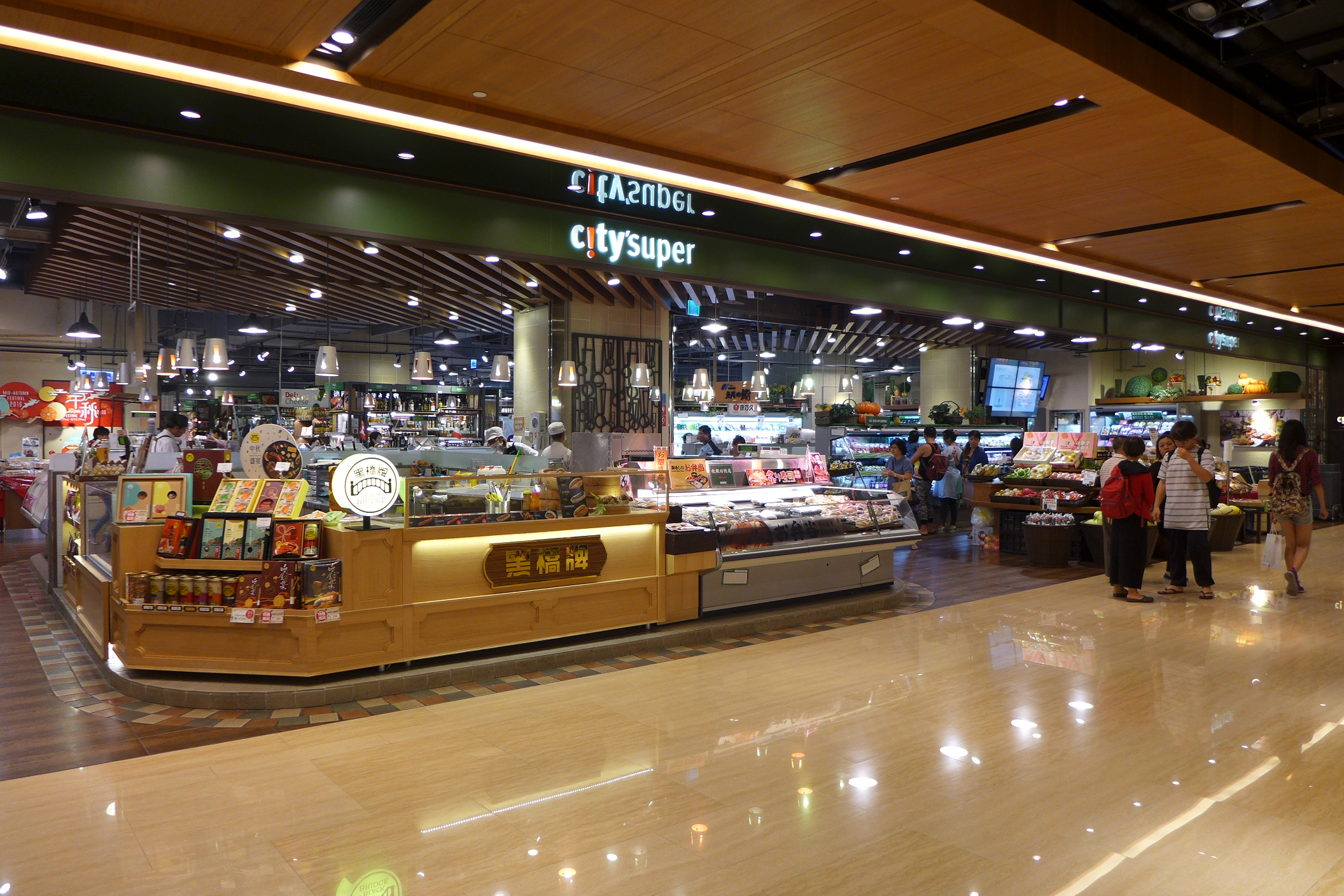
位於台灣新北市板橋區Mega City 板橋大遠百的 C!ty'super

c!ty'super於2004年由遠東集團引進台灣，目前有8間分店，分布於台灣北部及中部，尚不及於台灣南部。
| 地區   | 名稱   | 地址                                       | 開幕       | 備註                                  |
| ------ | ------ | ------------------------------------------ | ---------- | ------------------------------------- |
| 台北市 | 遠企店 | 106428 台北市大安區敦化南路二段203號 B1,B2 | 2004年12月 | 台灣首店                              |
| 台北市 | 復興店 | 106455 台北市大安區忠孝東路三段300號 B3    | 2007年1月  | 內含「cooked Deli」                   |
| 台北市 | 天母店 | 111046 台北市士林區中山北路六段77號 B1     | 2009年5月  | 內含「superlife culture club」        |
| 台北市 | 信義店 | 110050 台北市信義區松仁路58號 B3           | 2019年12月 |                                       |
| 新北市 | 板橋店 | 220692 新北市板橋區新站路28號 B1           | 2012年4月  |                                       |
| 新竹市 | 新竹店 | 300194 新竹市東區中央路229號 B1            | 2012年4月  | 台灣最大店面 2016年11月引進「LOG-ON」 |
| 新竹縣 | 竹北店 | 302044 新竹縣竹北市莊敬北路18號 B2         | 2022年1月  |                                       |
| 台中市 | 台中店 | 407550 台中市西屯區台灣大道三段251號 B2    | 2011年12月 |                                       |

#### 已結束營業
- 桃園店
  - 2016年10月開幕[9]，位於桃園市蘆竹區南崁路一段112號 B2，2019年7月結束營業[10]。

### 日本
c!ty'super在東京都目黑區的分店於1999年3月4日開業，為全日本第一家分店。

## 圖片

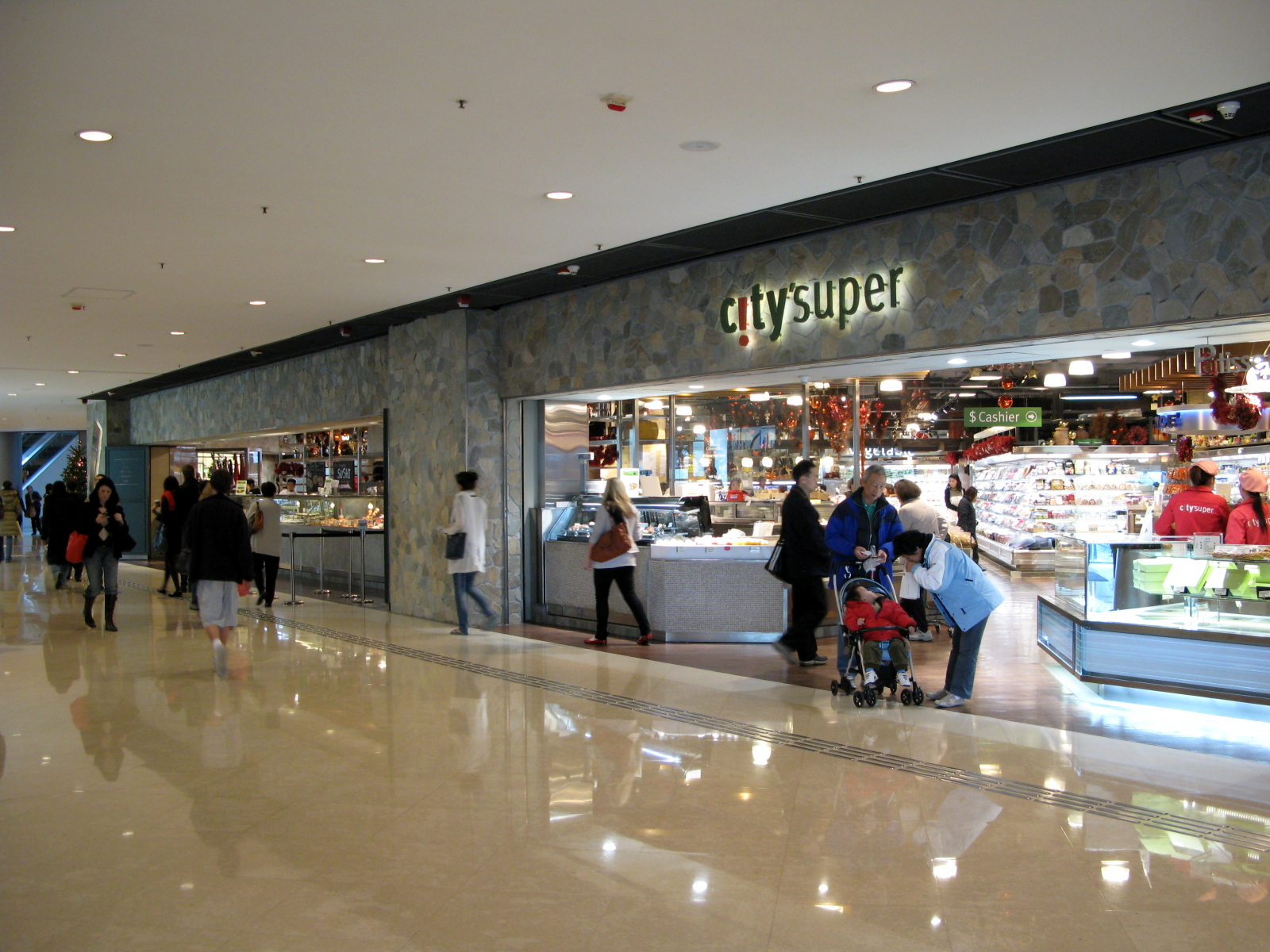
香港國際金融中心二期內的c!ty'super （2009年）
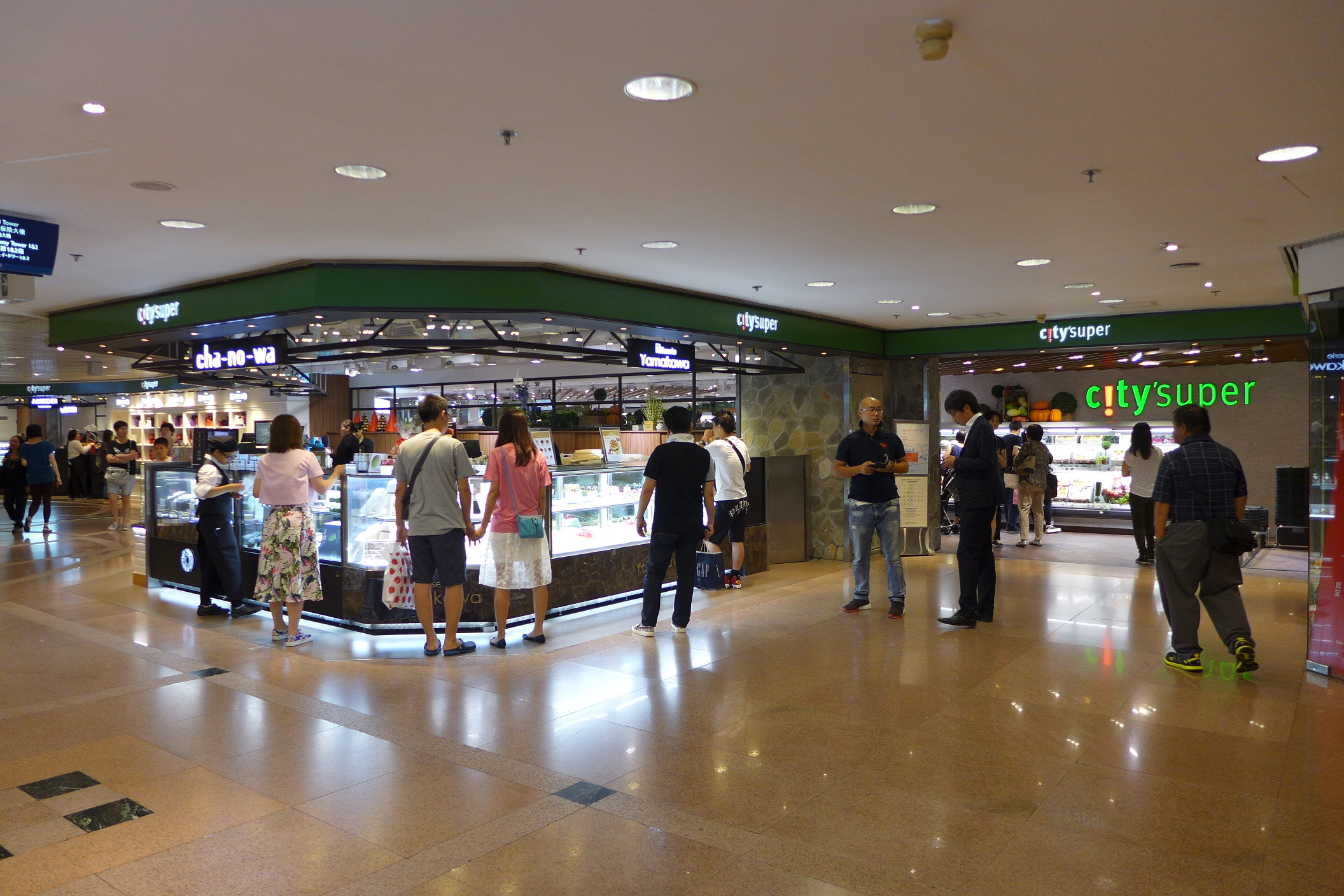
海港城港威商場c!ty'super
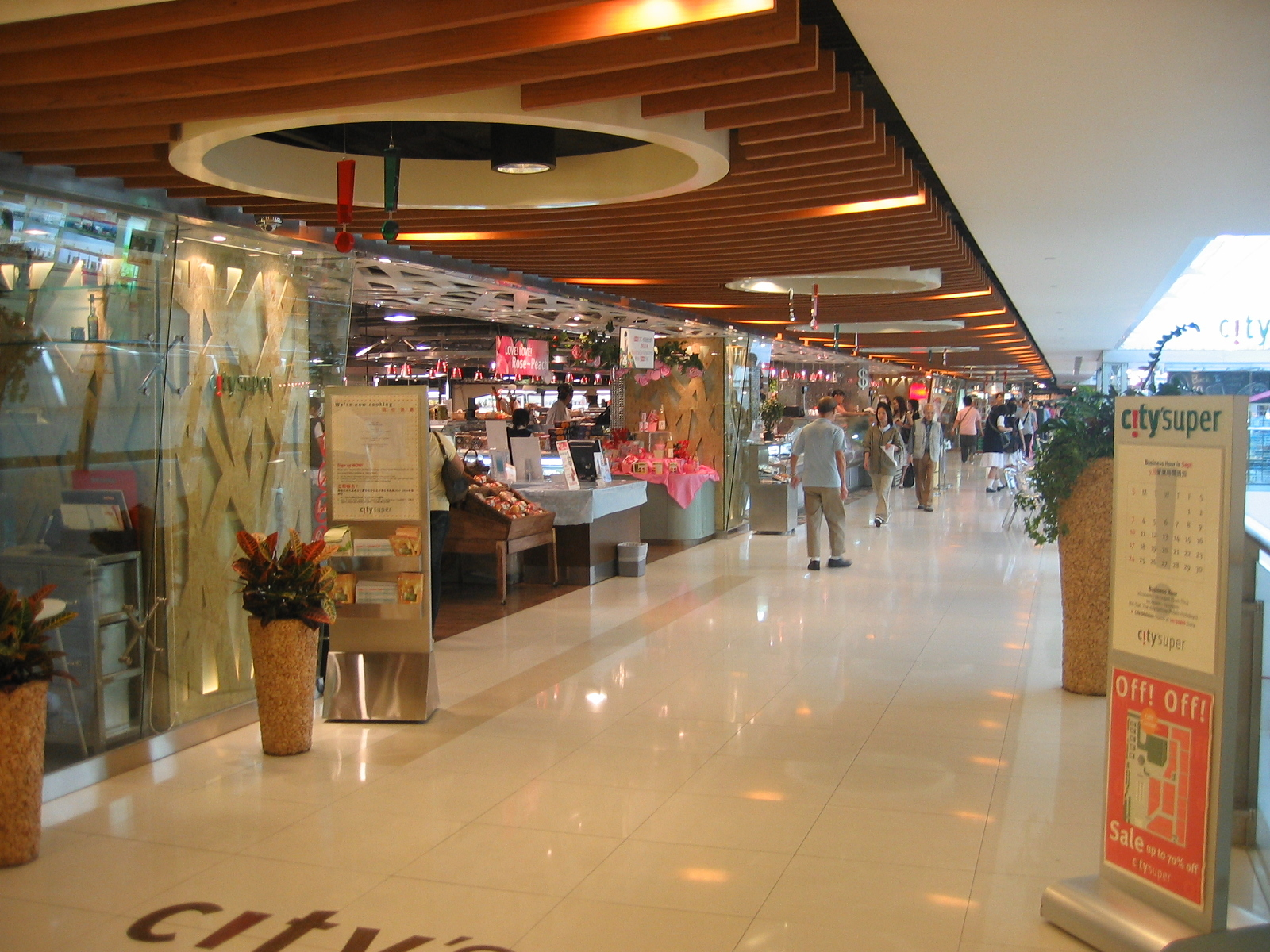
新城市廣場一期內的c!ty'super (翻新前)
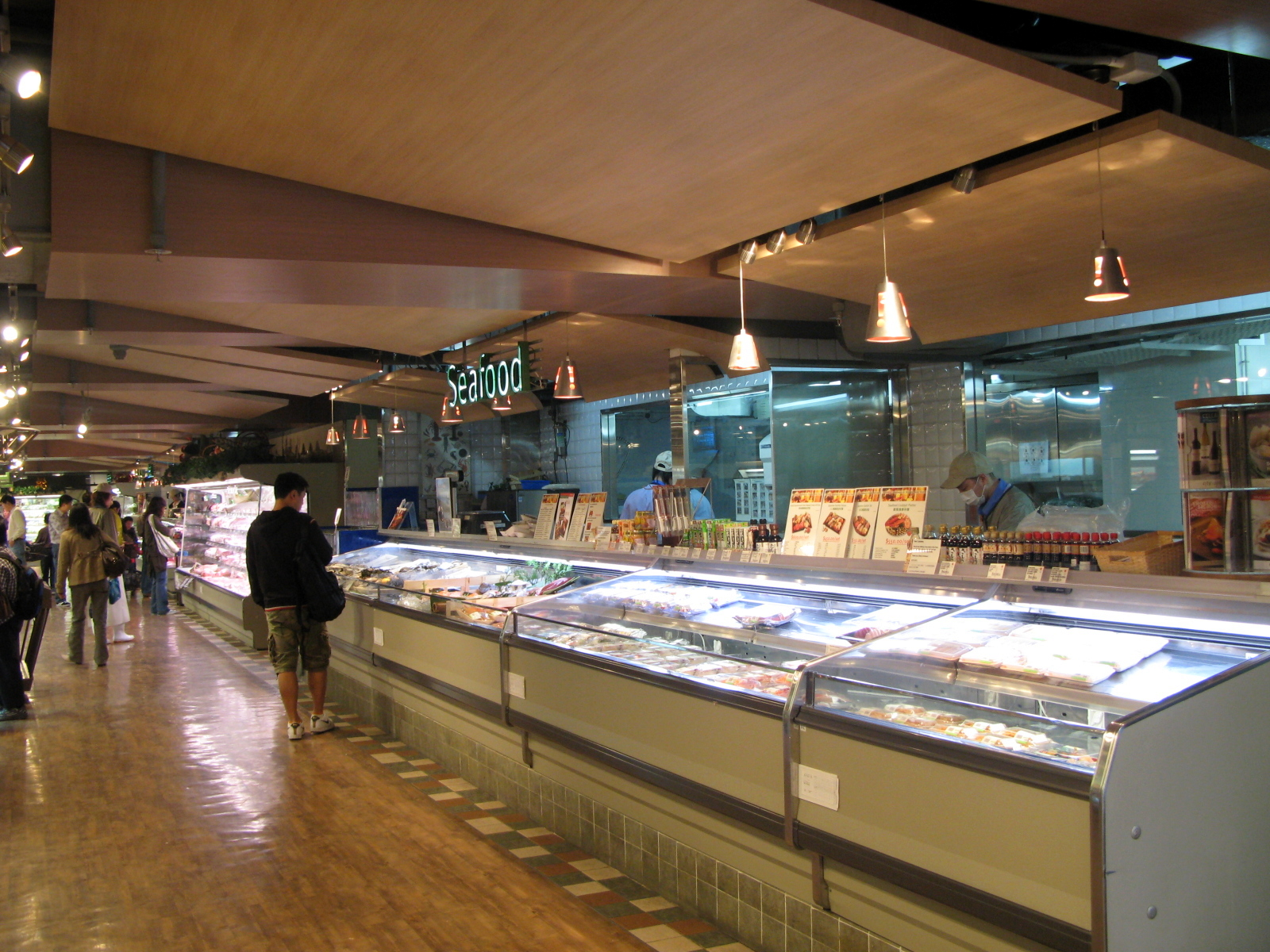
c!ty'super內貌 (翻新前)
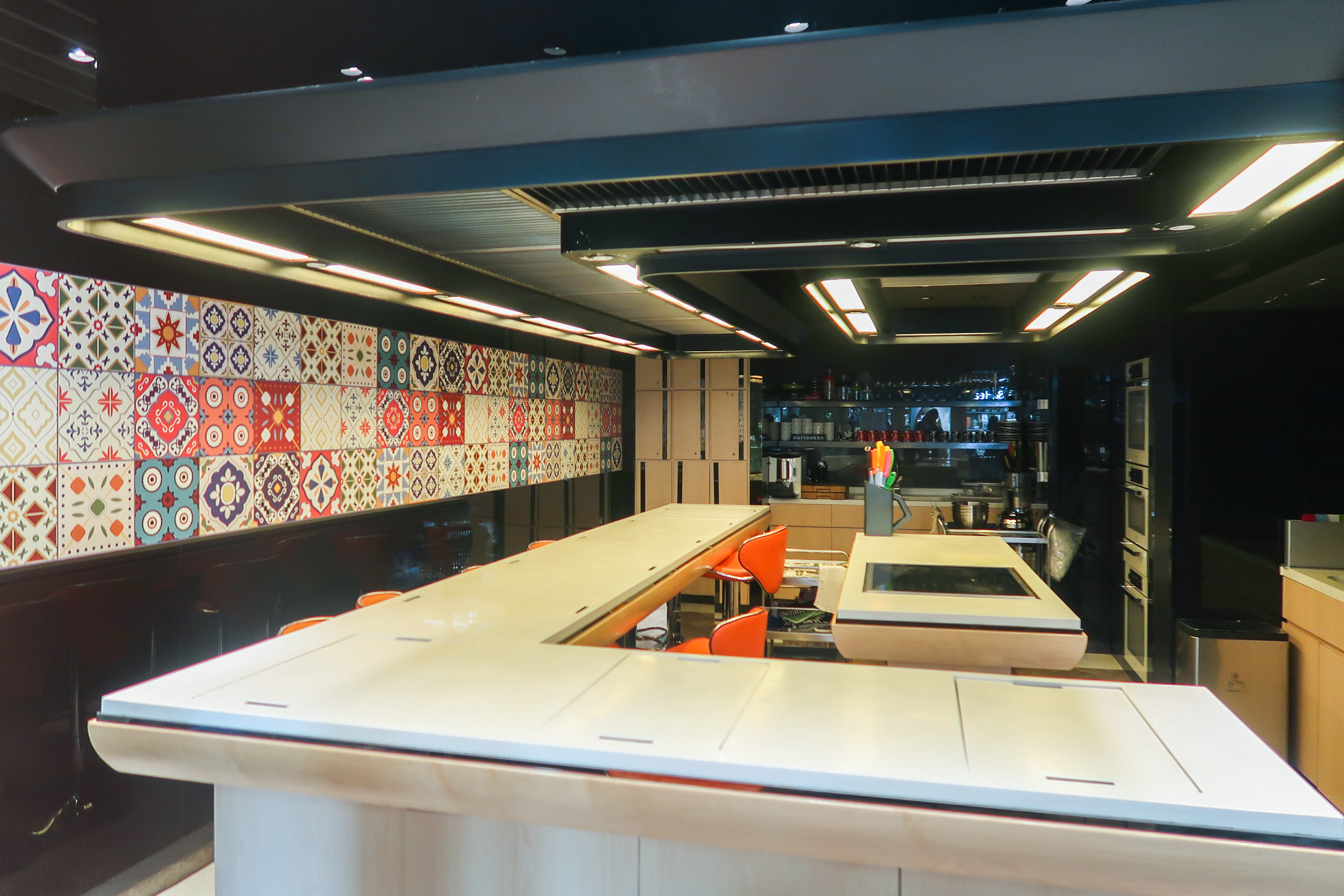
銅鑼灣時代廣場分店內的生活藝會
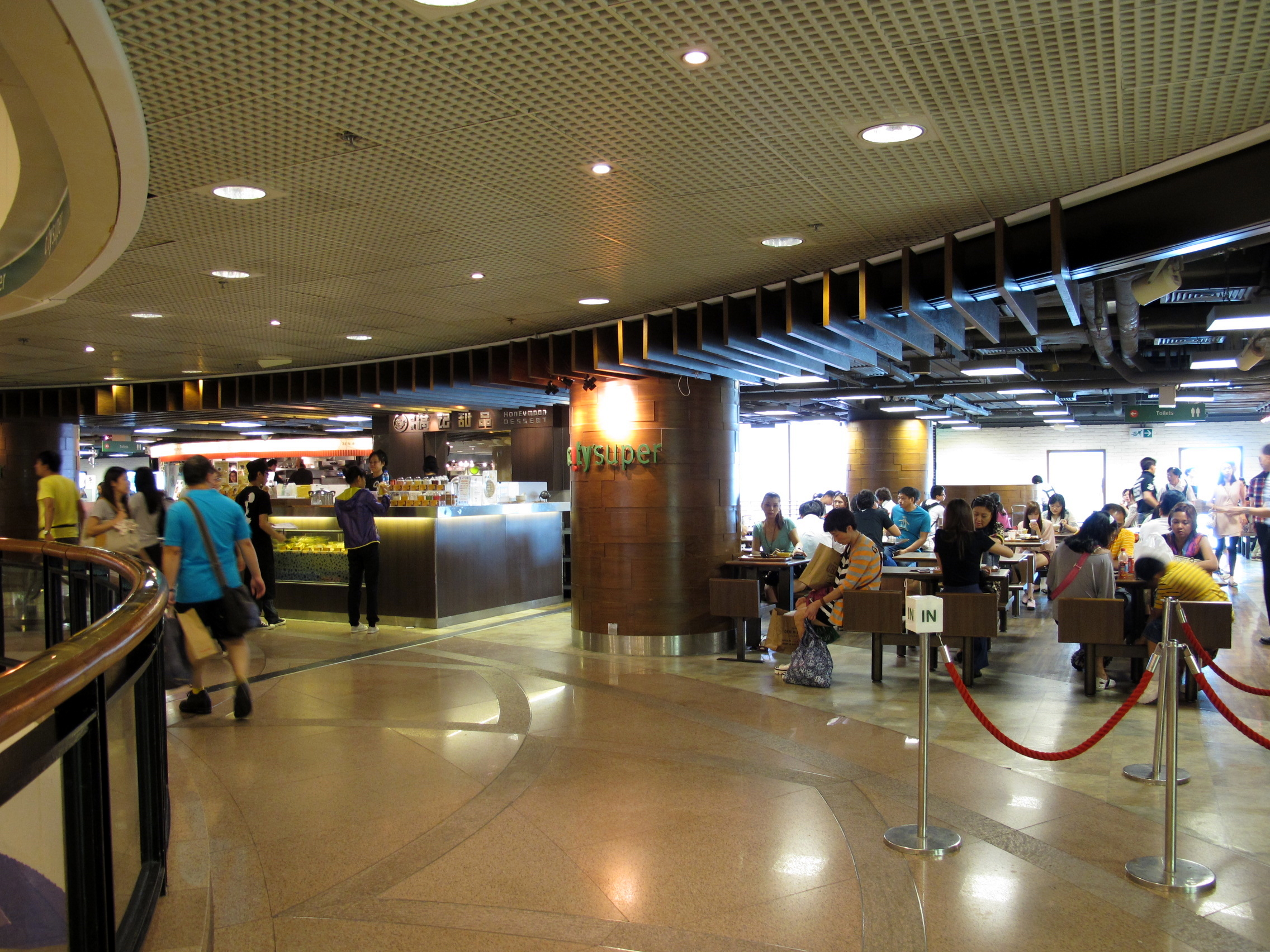
海港城港威商場三樓cooked Deli (翻新前)
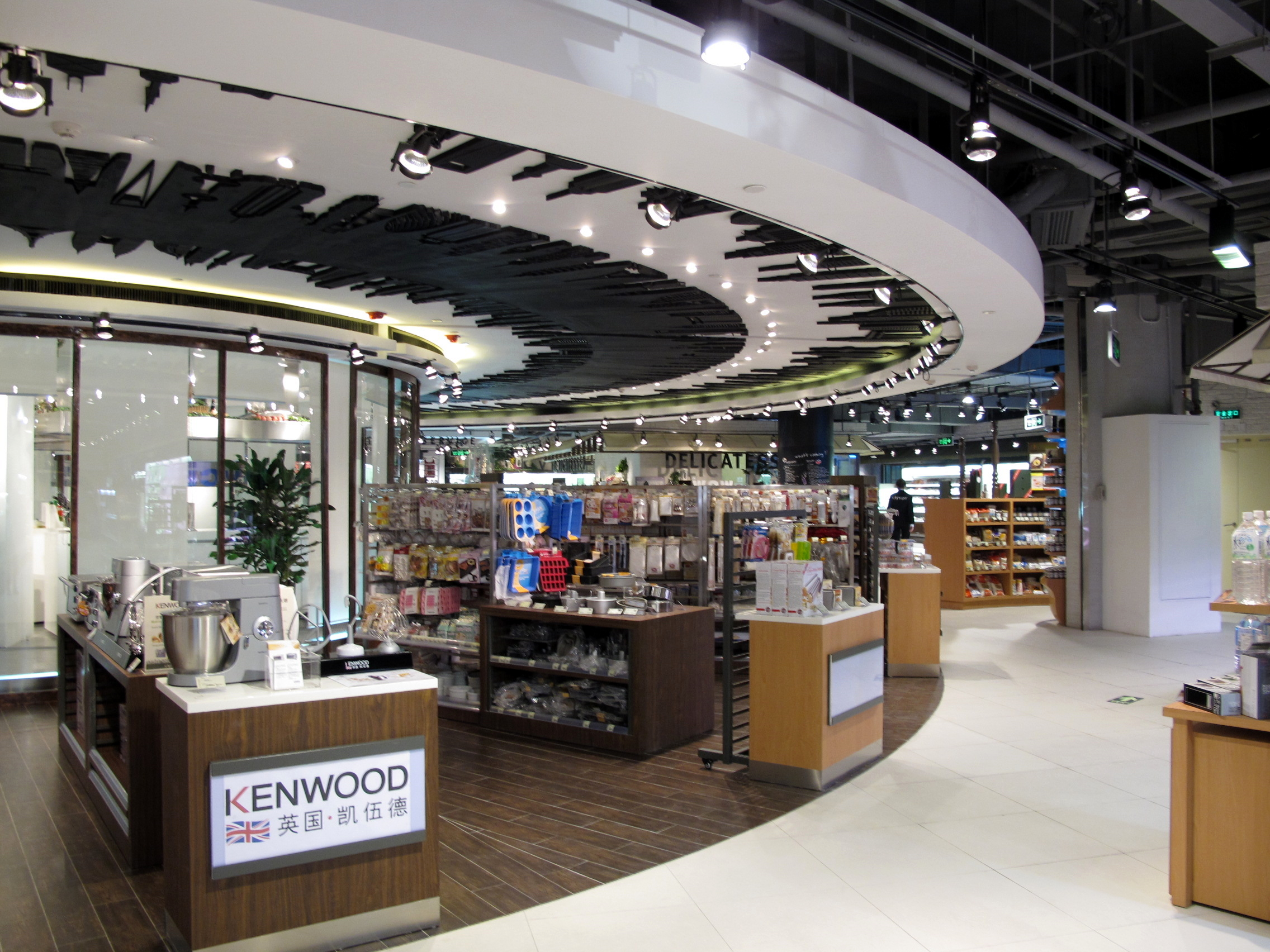
上海国际金融中心分店內貌
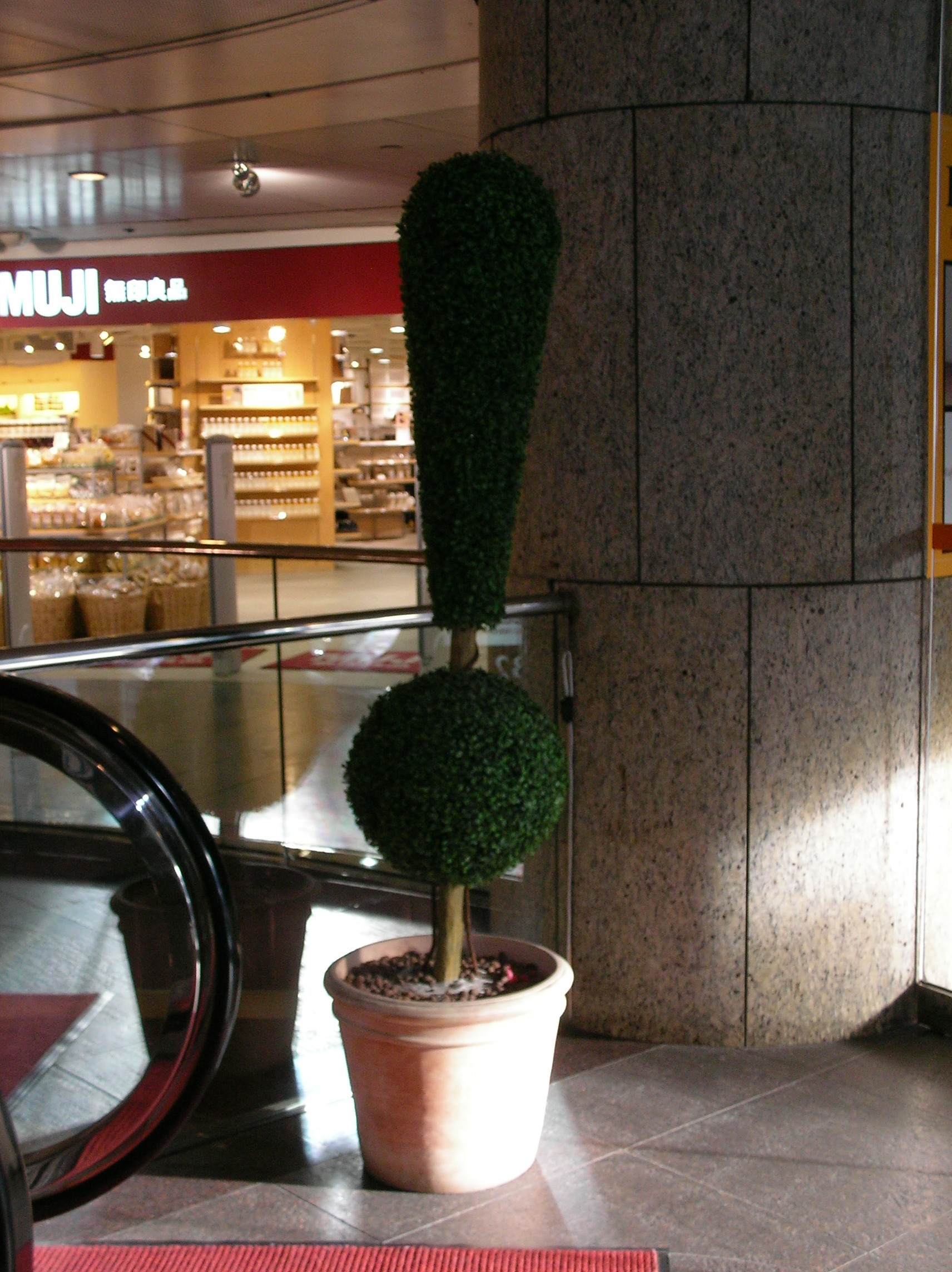
c!ty'super的感嘆號植物
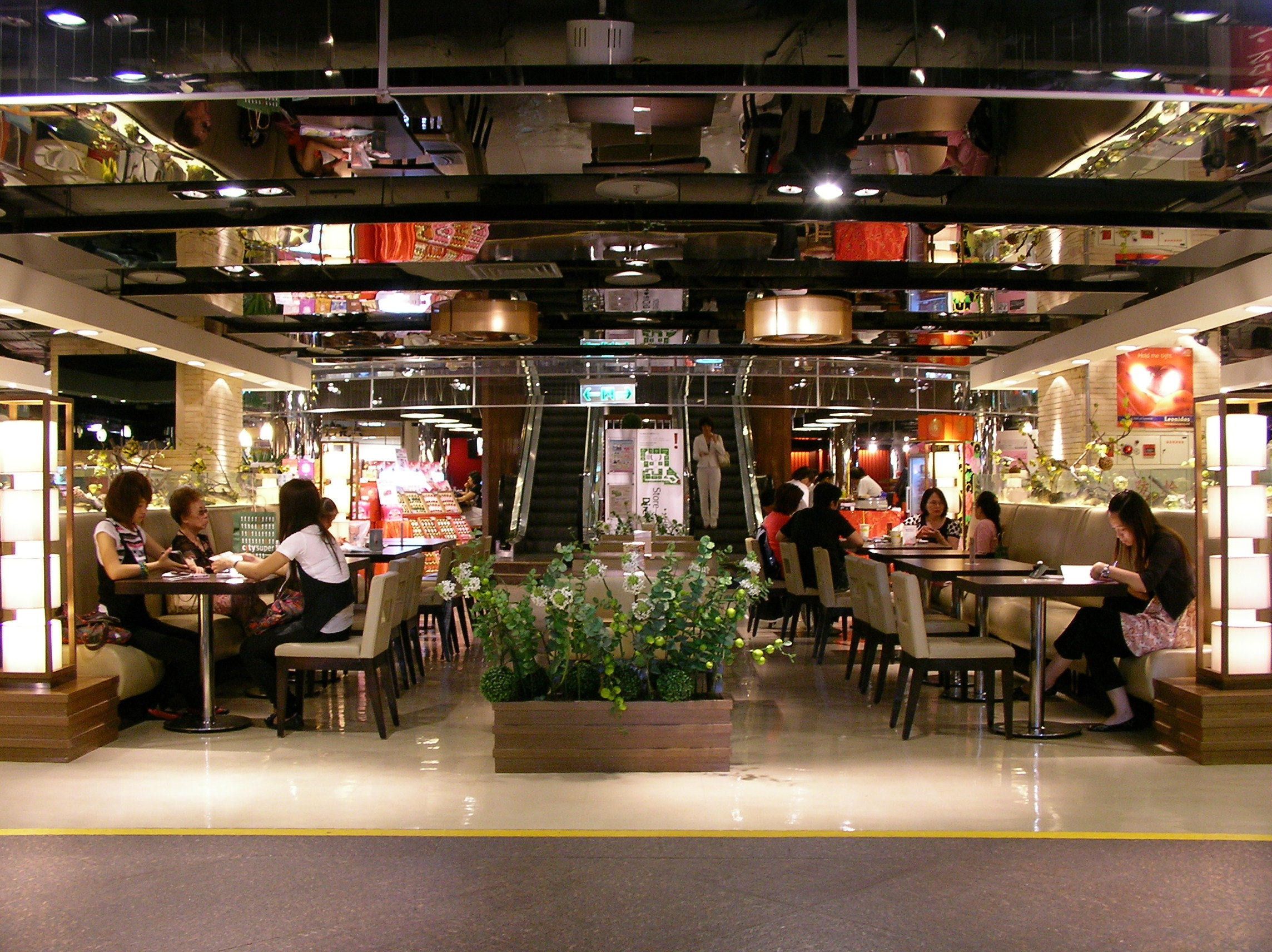
位於台北遠企中心的cooked Deli
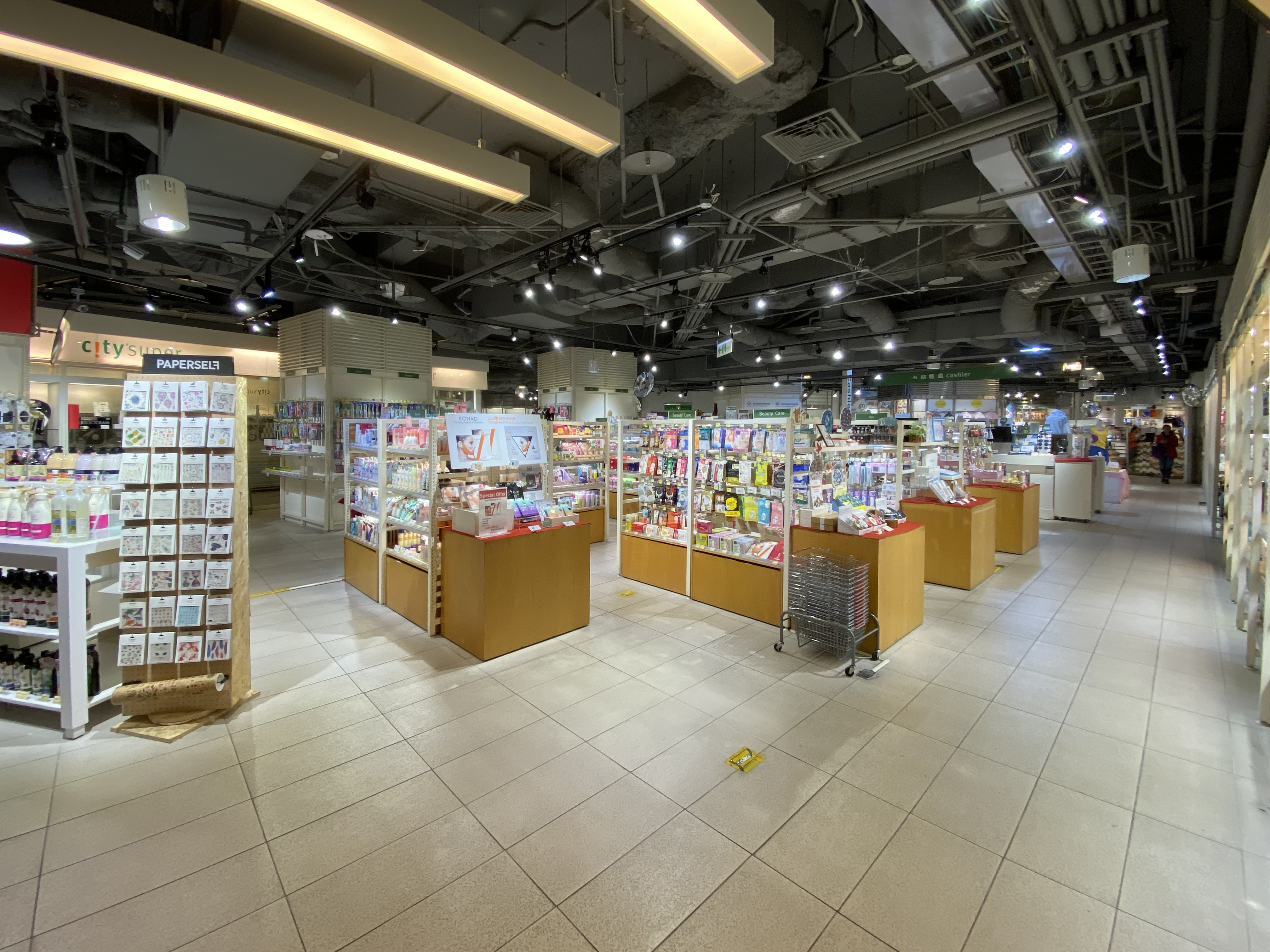
位於台北遠企中心的生活用品部
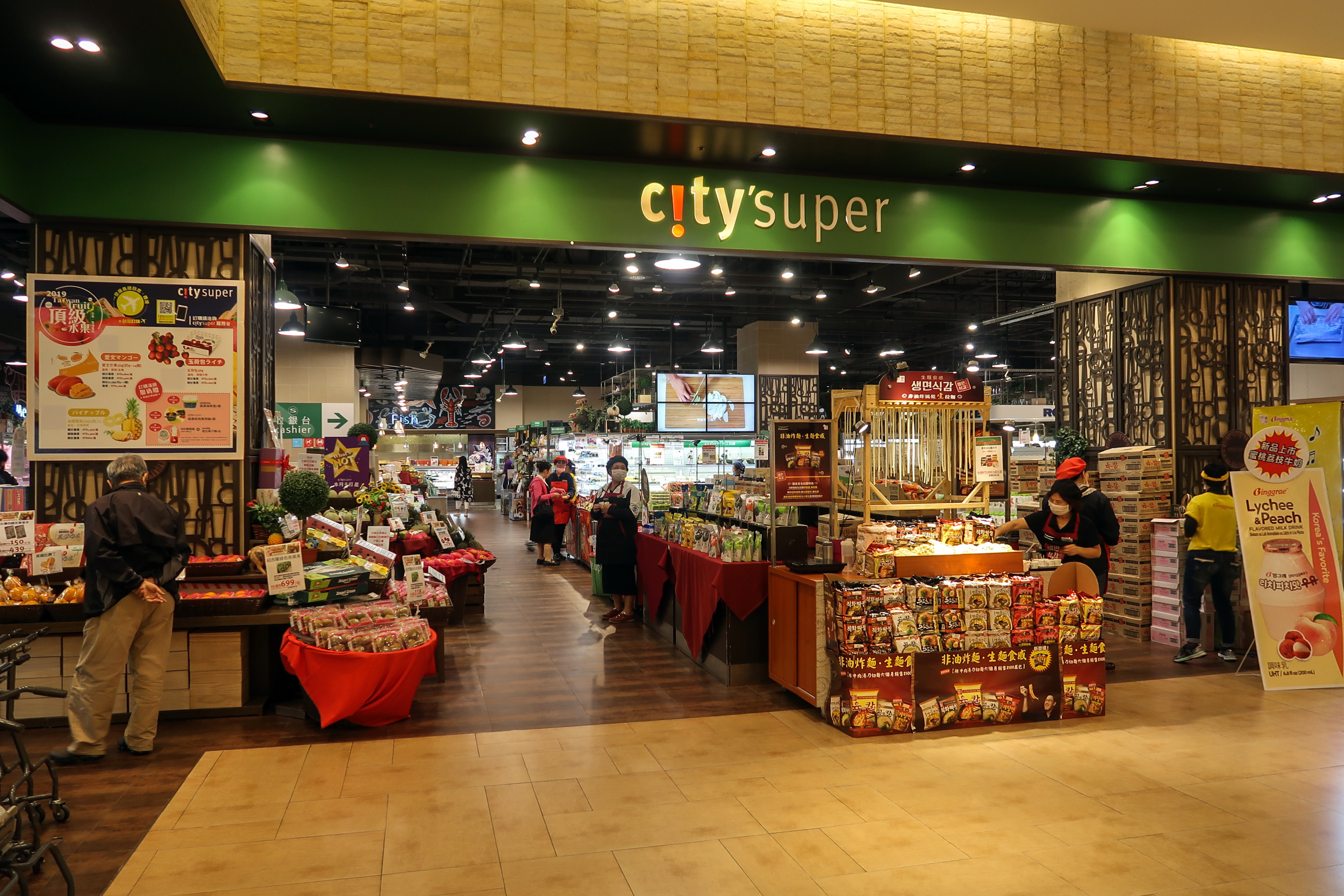
位於台灣台中市台中大遠百的 C!ty'super

## 事件
2020年5月10日母親節，多人在海港城內發起示威期間，多名持胡椒噴霧的防暴警察進入超級市場驅散店內的顧客。
2020年12月14日消費者委員會測試City super 多次運送冷藏食品到顧客手上時，溫度達8度以上，有豆腐運抵時溫度達18.6度，提子及香蕉則在送到時變壞，可能違反食環署的《食物衞生守則》規定。

## 聯盟公司
- CITY SUPER Taiwan LTD
- CITY SUPER Japan LTD
- CITY SUPER Ocean Export LLC
- SFA Ltd
- SFB Ltd

## 競爭對手
- Great
- Gourmet
- taste
- Market Place by Jasons
- ThreeSixty
- Mia C'bon
- LOPIA

## 外部連結
- 大型生活專門店  city'super  LOG-ON  cookedDeli（香港）（页面存档备份，存于）（英文）（繁體中文）
  - city'super official page的Facebook專頁
  - LOG-ON official page的Facebook專頁
  - city'super hk的Instagram帳戶
  - LOG-ON hk的Instagram帳戶
- 大型生活专门店  city'super  LOG-ON  cookedDeli（上海）（页面存档备份，存于）（英文）（简体中文）
  - citysuperSH的新浪微博
  - Life_by_citysuper的新浪微博
- 大型生活專門店  city'super（台灣）（页面存档备份，存于）（英文）（繁體中文）
  - city'super Taiwan的Facebook專頁
  - city'super Taiwan的Instagram帳戶
  - YouTube上的city'super Taiwan頻道
  - city'super 分享的食譜 - iCook 愛料理（页面存档备份，存于）（繁體中文）
  - city'super_快樂購特約商_HAPPYGO_快樂購 （页面存档备份，存于）